# 大宝寺義増
大宝寺 義増（だいほうじ よします）は、戦国時代から安土桃山時代にかけての武将・大名。大宝寺氏16代当主。出羽三山別当職。武藤義増とも呼ばれる。

## 略歴
義増の周辺の系図には諸説あり、義増は大宝寺九郎の子で前当主・大宝寺晴時の従兄弟に当たる（祖父は大宝寺政氏）。義増の別名として「晴親」（はるちか）が伝わっており、これは晴時が得た12代将軍・足利義晴からの1字を、兄から与えられたものとみられる。義増の「義」の字も時期的にみて義晴またはその子・義輝から賜ったものであろう。
晴時の死後、土佐林禅棟の援助により後を継いだが統率力が無く、領内では内紛が絶えなかった。そのため、元々結びつきのあった越後国の本庄繁長や、惣領が殺され一時期庄内に逃亡してきた小野寺景道を匿った縁で小野寺氏との交流が生まれ、それらの援助を得ることで命脈を保ったと言われている。
永禄6年（1563年）佐々木貞綱を打ち破り、当時幼少だった鮭延秀綱を捕虜として庄内に連行し小姓とした。
以降最上氏の一族清水氏と抗争し、永禄8年（1565年）には清水義高を合戦で討ち取り一時は村山郡に進出を果たしたものの、最上軍の反撃によって撤退した。同年足利義輝が永禄の変で三好三人衆や松永久通らにより殺害されると、本庄氏との同盟を軸に自立を模索する。永禄11年（1568年）本庄繁長の謀反に荷担したが、本庄氏を攻めあぐねた上杉謙信に軍を差し向けられると降伏し、子・義氏を人質として謙信に差し出し和議を結んだ。翌年、上杉氏によって義氏への家督移譲を迫られ隠居（死去とも）した。
天正9年（1581年）8月1日死去。